# Михайловський Андрій Павлович
Андрій Павлович Михайловський (рос. Андре́й Па́влович Михайло́вский; 31 липня 1905, Санкт-Петербург, Російська імперія — 1979) — російський сценарист.

## З життєпису
Закінчив гімназію у Смоленську (1919) та Інститут екранного мистецтва (1927).
Учасник Німецько-радянської війни.
Знімався в кіно («Арсенал»), був редактором Ленінградської студії кінохроніки (1945—1947), очолював сценарний відділ Ташкентської кіностудії (1948—1949).
Співавтор сценарію (з М. Шпановим) української кінокартини «Морський яструб» (1941).
Член Спілки письменників Росії. Нагороджений медалями.